# 好間町川中子
好間町川中子（よしままち かわなご）は、福島県いわき市の大字である。郵便番号は970-8015。

## 地理
いわき市中部の好間地区に属する。北西で好間町愛谷、北から東にかけ平下平窪、南で平、西で好間町今新田とそれぞれ隣接する。概ね町村制施行以前の磐前郡川中子村の流れを汲む地域である。二級水系夏井川と右岸支流の好間川合流点にてこれらの川に囲まれた区域を主な範囲とする。河川に挟まれた平地であり畑が広がり、西側の国道沿いを中心に全体的に住宅が立地する。内郷御厩町内に所在するいわき中央警察署及び内郷高坂町に所在する内郷消防署がそれぞれ管轄にあたる。

### 主な字
字
- 加賀分
- 八方屋
- 古川
- 関ノ上

- 中島
- 愛宕西
- 愛宕東
- 愛宕後

- 杉木内
- 竹渡戸
- 五ノ神
- 落合

### 河川
二級水系夏井川水系
- 夏井川
  - 好間川
- 愛谷江筋

## 歴史
- 1879年1月27日 - 平藩領川中子村が福島県内における郡区町村制の施行により磐前郡の村となる[4]。
- 1889年4月1日 - 町村制の施行により川中子村が下好間村、中好間村、上好間村、北好間村、愛谷村、今新田村、小谷作村と合併し好間村が発足する。旧川中子村域は好間村の大字となる[4]。
- 1896年4月1日 - 磐前郡と周辺郡との合併により石城郡が発足し、石城郡好間村となる[4]。
- 1966年10月1日 - 好間村が平市・磐城市・常磐市・勿来市・内郷市、石城郡遠野町・四倉町・小川町・川前村・田人村・三和村、双葉郡久之浜町・大久村と合併しいわき市となり、いわき市好間地区の大字となる[4]。

## 世帯数と人口
2023年10月31日現在の世帯数と人口は以下の通りである。
| 大字         | 世帯数  | 人口  |
| ------------ | ------- | ----- |
| 好間町川中子 | 111世帯 | 275人 |

## 小・中学校の学区
市立小・中学校に通う場合、学区は以下の通りとなる。
| 番地 | 小学校                   | 中学校                 |
| ---- | ------------------------ | ---------------------- |
| 全域 | いわき市立好間第二小学校 | いわき市立平第一中学校 |

## 交通

### 道路
- 国道399号
  - 平川橋

## 施設
- 川中子公民館
- 川中子第二排水機場
- 夏井川防火センター
- 愛宕神社